# Rhadinorhynchus dollfusi
Rhadinorhynchus dollfusi is een soort in de taxonomische indeling van de Acanthocephala (haakwormen). De worm wordt meestal 1 tot 2 cm lang. Ze komen algemeen voor in het maag-darmstelsel van ongewervelden, vissen, amfibieën, vogels en zoogdieren.
De haakworm komt uit het geslacht Rhadinorhynchus en behoort tot de familie Rhadinorhynchidae. Rhadinorhynchus dollfusi werd in 1987 beschreven door N. K. Gupta & S. Fatma.